# Justicia de Aragón

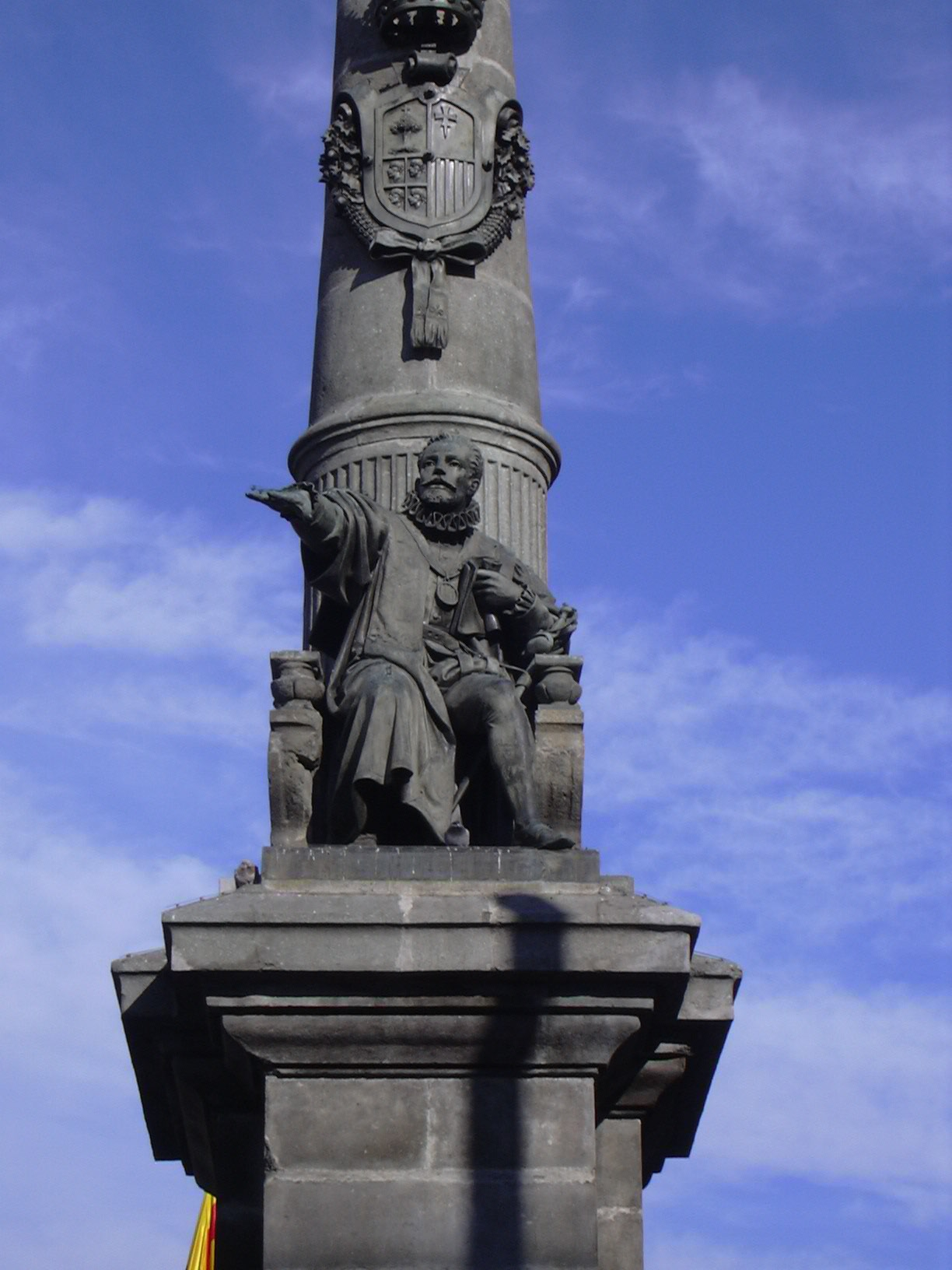
Juan de Lanuza y Urrea, monumento (1904), Saragozza.

Justicia de Aragón è il nome di un'antica istituzione storico-giuridica e incarico omonimo, designato con l'appellativo di Ilustre, del Regno d'Aragona. Secondo alcuni storici, sarebbe il lontano predecessore di tutti i difensori civici europei. La sua origine, privilegio o prerogative si trovano nella restaurazione culturale e militare della Hispania romana, fatta dai re ispanici e dai Ricohombre o  Ricahombria d'Aragona, alta nobiltà, che in questo regno portò all'istituzione di questa carica attraverso le Cortes di Daroca convocate da Pietro II d'Aragona.
Il Justicia de Aragón è oggi il difensore del popolo (difensore civico regionale) in Aragona. Un difensore dei diritti e delle libertà dei cittadini di fronte ai possibili abusi della pubblica amministrazione aragonese. Dal 1998 ricopre questa carica il giurista Fernando García Vicente, 69º Justicia de Aragón.
A differenza della sua configurazione medievale, attualmente non giudica o si pronuncia sui conflitti in cui interviene, ma controlla l'attività dell'Amministrazione, attraverso suggerimenti, consigli e relazioni speciali su questioni di sua competenza.

## Storia dell'istituzione

Scudo storico del Justicia de Aragón

La figura del Justicia de Aragón  nacque tra la fine del XII secolo e l'inizio del  XIII, come mediatore e facilitatore nei conflitti e le differenze tra il re e la nobiltà del tempo. Il primo a esercitare questa responsabilità sotto il nome di Justicia de Aragón  fu Pedro Pérez de Tarazona nel 1208. La figura, la cui origine è nella giustizia della Corte, si trova legalmente nelle Cortes di Ejea de los Caballeros del 1265. Dopo il re, era il Justiciazgo l'istituzione più importante e prestigiosa dell'organizzazione politica del Regno d'Aragona. Nel corso del tempo, Justicia è diventato il giudice per risolvere le controversie tra la monarchia e i cittadini titolari di diritti civili. Nel corso del tempo la figura del Justicia è diventata una carica successoria di alcune famiglie (come la famiglia Lanuza), ed era essenzialmente una giustizia aristocratica. 
Durante i secoli presiedette le Cortes di Aragona in assenza del re, raccolse il giuramento dei re d'Aragona nella cattedrale di Saragozza, svolse la funzione di magistrato e assunse l'onere di interpretare il diritto aragonese.

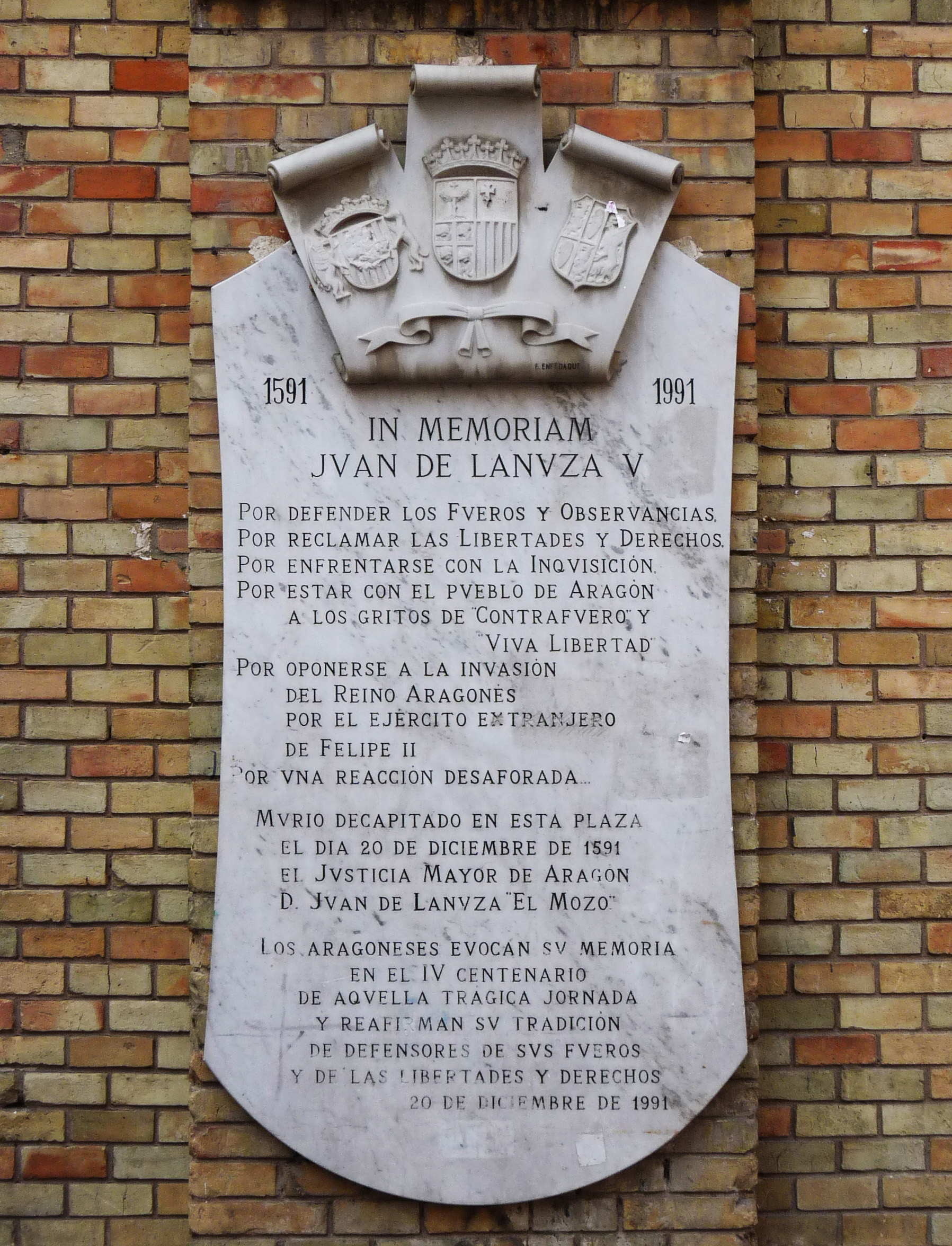
Targa in ricordo di Juan de Lanuza y Urrea a Saragozza

Questa istituzione subì varie vicissitudini nel difendere le leggi e subì gravi ritorsioni in vari momenti della storia. I contrasti più importanti furono le cosiddette Alteraciones de Aragón del 1591. Queste rivolte di cittadini si conclusero con la decapitazione di Juan de Lanuza il Giovane per aver contrastato la volontà del re Filippo II di Spagna, che era entrato nel regno con un esercito per reprimere i disordini sorti in seguito al tentativo da parte del giudice dell'Inquisizione di arrestare e giudicare Antonio Pérez, originario di Guadalajara, ma di famiglia aragonese, che non poteva invocare la giurisdizione del giudice capo. La difesa di Juan de Lanuza, Justicia de Aragón fu punita con la decapitazione. Nelle Cortes di Tarazona (1592) vennero decise restrizioni significative nei confronti della figura del Justicia de Aragón e dei poteri del Governo d'Aragona, soprattutto in questioni militari. Nel XVIII secolo, Filippo V di Spagna soppresse definitivamente la figura del Justicia de Aragón nell'anno 1711 attraverso i Decreti di Nueva Planta. La carica non venne restaurata, con molte modifiche, fino al 1982.

### La prerogativa de la "Manifestación de personas"

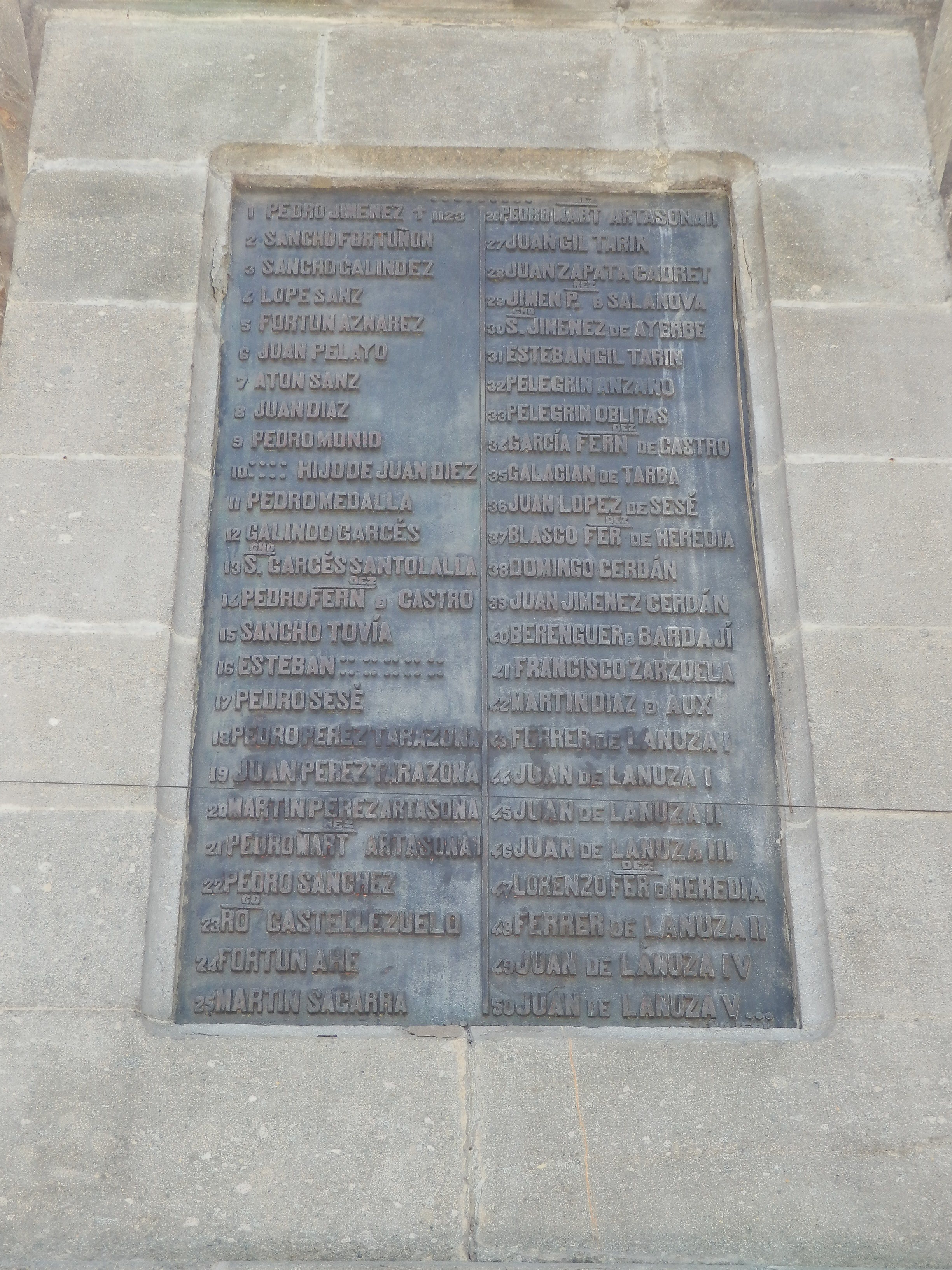
Elenco di 50 Justicias de Aragón.

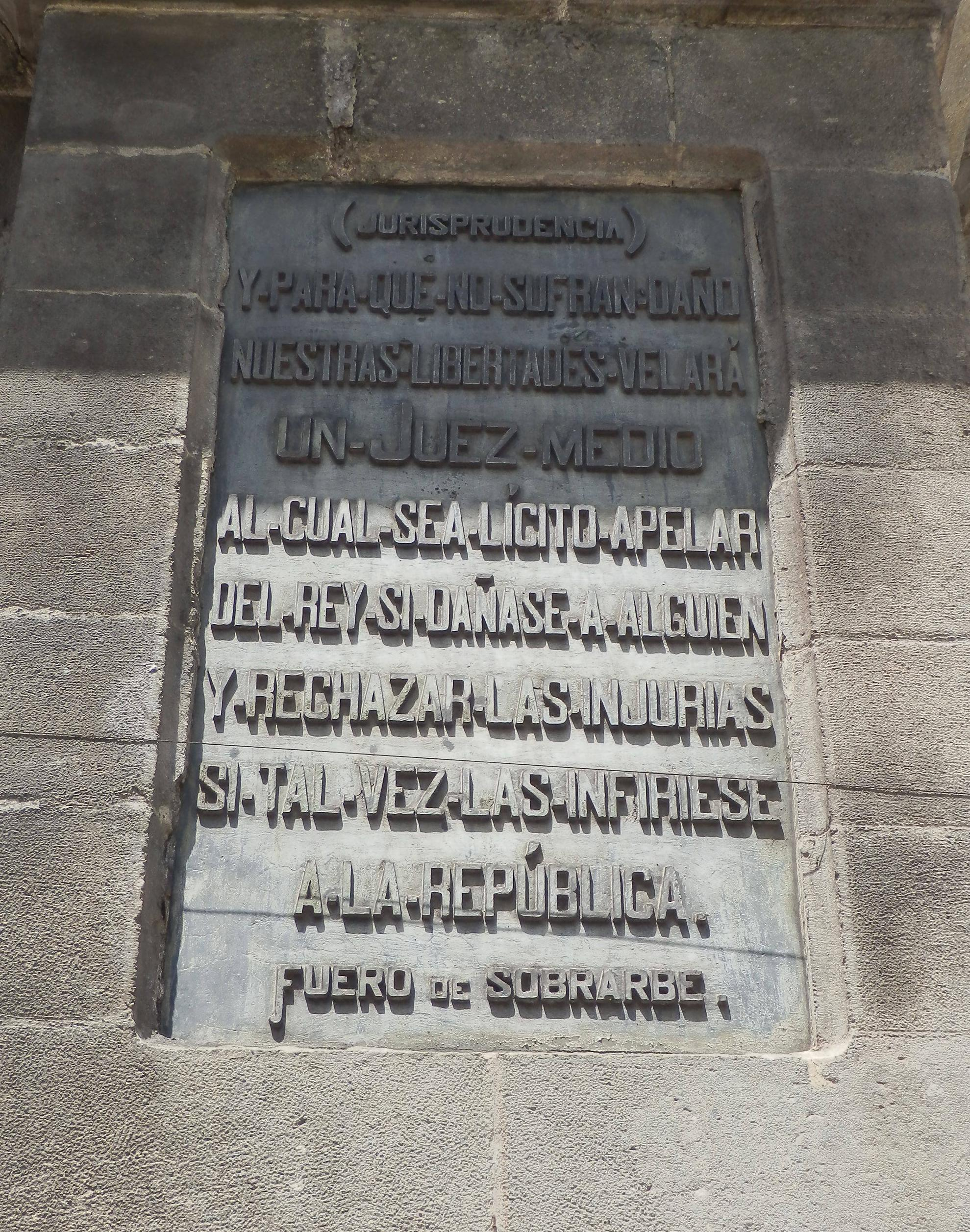
Articolo del Fuero de Sobrarbe nel monumento al Justiciazgo.

Nel Regno d'Aragona la tortura di persone godenti i diritti civili venne proibita nel 1325 con la Declaratio Privilegii generalis approvata dal re Giacomo II nelle Cortes di Aragona riunite a Saragozza.
Il divieto fu davvero efficace perché chi possedeva i diritti aragonesi (ricchi uomini, mesnaderos, cavalieri, nobili, onesti cittadini) denominati "Manifestación de personas", precedente all'Habeas Corpus del diritto inglese a cui assomigliava e perseguiva, secondo l'avvocato del XVIII secolo Juan Francisco La Ripa, "liberare la persona detenuta nelle sue prigioni [in quelle dei giudici del regno] dell' oppressione e della tortura o [di] qualsiasi carcere smodato". Il diritto consisteva nel fatto che il Justicia de Aragón poteva ordinare a un giudice o a qualsiasi altra autorità di consegnargli qualsiasi detenuto in modo che nessuna violenza potesse essere commessa contro di lui prima della condanna, e solo dopo essere convinto del reato, lo restituiva alla giustizia per la giusta punizione. L'autorità giudiziaria o chiunque altro si fosse rifiutato di consegnare il prigioniero si poneva contro la legge. In questo modo si impediva che il prigioniero venisse torturato. Questo diritto non si applicava ai servi dei signori aragonesi, su cui i padroni avevano giurisdizione assoluta.

#### Y si no, no
Questa mitica formula di giuramento dei re d'Aragona, pronunciata davanti al Justicias, appare per la prima volta in un documento della seconda metà del XVI secolo, usata per descrivere la difficile relazione tra il re e le Cortes aragonesi, e successivamente per argomentare contro l'assolutismo reale. In una delle sue multiple formulazioni, descritta da Antonio Pérez dice:

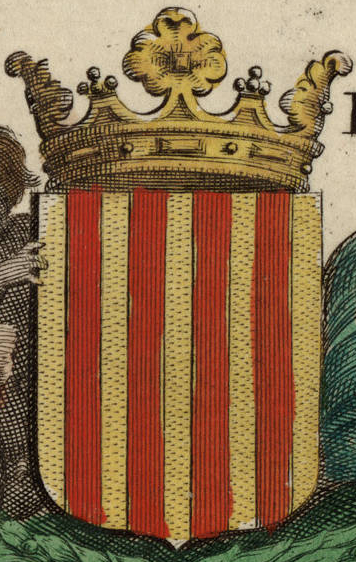
Insegna reale di Aragona

Questa versione è la prima in cui appare "y si no, no". Pérez descrive anche le presunte circostanze di utilizzo quando il Justicia prestava giuramento al re. Queste versioni multiple sembrano indicare l'esistenza di una precedente tradizione orale.